# Brána svatého Štěpána
Brána svatého Štěpána je zaniklá brána pražského opevnění, která stála v Praze 1-Starém Městě na konci ulice Karoliny Světlé. Jméno nesla po nedalekém kostele svatého Štěpána Menšího. Sousedními branami byly na východě brána svatého Martina a na severu brána svatého Ondřeje.

## Historie
Pražské opevnění vedlo v těchto místech podél kostela svatého Štěpána, kterému se podle toho říkalo „ve zdi“, podobně jako nedalekému kostelu svatého Martina. Příkopy před branou zde zůstaly i po spojení Starého a Nového Města, také oblouk brány byl stržen až roku 1794.
Mezi kostely svatého Štěpána a svatého Martina se z bývalého opevnění dochovaly v areálu policie dvě obranné věže. Počátkem 20. století měla být jedna z nich stržena, ale na žádost Klubu přátel staré Prahy byla opravena „nákladem 8000 K“.